# オリヴィエ・ブランチャード
オリヴィエ・ブランチャード（Olivier Jean Blanchard、1948年12月27日 - ）は、フランスのアミアンで生まれたアメリカの経済学者。フランス国籍でアメリカの永住権をもつ。
マサチューセッツ工科大学（MIT）の教授だが、IMFのチーフエコノミストとしても活躍した。専門はマクロ経済学。日本での名前の呼び方には、他にオリビエ・ブランチャード、オリヴィエ・ブランシャール、オリビエ・ブランシャールなどがある。

## 経歴・業績
金融・財政政策の役割、投機バブル、労働市場と失業の決定要因、旧共産圏の経済移行、世界金融危機の本質など、マクロ経済に関する幅広い問題に取り組んできた。その過程で、数多くの国や国際機関と連携してきた。 マクロ経済学に関する2冊の教科書（スタンレー・フィッシャーとの共著、大学院レベル、学部レベル）をはじめ、多くの著書や論文がある。また、Quarterly Journal of EconomicsとNBER Macroeconomics Annual の元編集者であり、American Economic Journal の創刊編集者でもある。また、American Economic Journal: Macroeconomics の創刊編集者でもある。計量経済学会のフェローおよび前評議員、アメリカ経済学会の元会長、アメリカ芸術科学アカデミーのメンバー。
- 1948年 フランスのアミアンで生まれる。
- 1972年 パリ・ドーフィン大学を卒業する。
- 1977年 マサチューセッツ大学（MIT）で経済学のPh.D.を得る。
- 1977年 - 1981年 ハーバード大学で助教授として教える。
- 1981年 - 1983年 ハーバード大学で准教授となる。
- 1982年 NBERのリサーチ・アソシエートとなる。
- 1983年 - 1985年 MITで准教授となる。
- 1985年 計量経済学会のフェローとなる。
- 1985年 - 1993年 MITの教授となる。
- 1990年 アメリカ芸術科学アカデミーのメンバーとなる。
- 1994年 - 現在 MITのClass of 1941教授となる。
- 1998年 - 2003年 MITの経済学部長になる。
- 1995年 - 現在 ボストン連邦準備銀行の学術アドバイザーとなる。
- 2004年 - 現在 ニューヨーク連邦準備銀行の経済アドバイザーとなる。
- 2007年 “American Enonomic Journal of Macroeconomics”を創設し編集者となる。
- 2008年 - 2015年 IMFのチーフエコノミストとなる。
- 2015年 - ピーターソン国際経済研究所のC. Fred Bergsten Senior Fellowとなる。

## 主な受賞歴
- 2012年 - ジョン・フォン・ノイマン賞
- 2016年 - トムソン・ロイター引用栄誉賞

## 主な著作

### 日本語訳
- （スタンレー・フィッシャーと共著）『マクロ経済学講義』、高田聖治訳、多賀出版、1999年
- 『マクロ経済学』（上）（下）、鴇田忠彦・知野哲朗・中山徳良・中泉真樹・渡辺慎一共訳、東洋経済新報社、（上）1999年、（下）2000年
- 『格差と闘え』、月谷真紀・吉原直毅共訳、慶應義塾大学出版会、2022年
- 『21世紀の財政政策 低金利・高債務下の正しい経済戦略』、田代毅訳、日本経済新聞出版、2023年

### 著書（原書）
- "Restoring Europe's Prosperity; Macroeconomic Papers from the Centre for European Policy Studies" (with Rudiger Dornbusch and Richard Layard), MIT Press, 1986
- "Lectures on Macroeconomics"(with Stanley Fischer), MIT Press, 1989
- "World Imbalances, Wider World Economy Group, 1989 report", WIDER, 1989
- "Reform in Eastern Europe, Wider World Economy Group 1990 report", WIDER and MIT Press, 1991
- "Competitive disinflation, the Mark, and fiscal policies in Europe", International Policy Group at OFCE, Oxford University Press, 1993
- "East-West Migration, Wider World Economy Group, 1991 report", WIDER and MIT Press, 1992
- "Post Communist Reform, Wider World Economy Group 1992 report", WIDER and MIT Press, 1993
- "The Transition in Eastern Europe" (editor with Kenneth Froot and Jeffrey Sachs), VolumesⅠand Ⅱ, NBER and University of Chicago Press, 1994
- "Spanish unemployment; is there a solution?", CEPR group on Spanish Unemployment, CEPR, 1995
- "Macroeconomics", Prentice Hall, 1997, 2000, 2003, 2005, 2008
- "The Economics of Post-Communist Transition", Clarendon Lecture, Oxford University Press, 1997